# Portrait de Marie-Zélie Laporte
Portrait de Marie-Zélie Laporte est un tableau réalisé en 1864 par le peintre français Auguste Renoir. Cette huile sur toile est le portrait en buste de Marie-Zélie Laporte, la sœur d'Émile-Henri Laporte, que l'artiste a rencontré à l'école de Charles Gleyre, à Paris. Âgée de dix-sept ans, la jeune femme y figure vêtue de gris, lançant un regard triste vers le spectateur. L'œuvre est conservée depuis 1992 au musée des Beaux-Arts de Limoges, à Limoges, ville natale du peintre.